# Lena Lazzarotto
Lena Lazzarotto (* 4. Februar 1957 in Rom) ist eine italienisch-deutsche Maskenbildnerin, die neben ihrer internationalen Tätigkeit in Berlin eine nach ihr benannte Maskenwerkstatt betreibt.

## Leben
Lena Lazzarotto machte zunächst eine Ausbildung zur Friseurin und wurde später Meisterin des Friseurhandwerks. Nach einer Ausbildung  zur Maskenbildnerin bei Jo Blasco in Los Angeles arbeitet sie in diesem Beruf. Seit ihrer Ausbildung in Los Angeles ist sie u. a. spezialisiert auf Spezialeffekte im Maskenbild. Mit ihrer Werkstatt in Berlin fördert sie den Nachwuchs der Branche. Seit den ersten Filmen zeichnet sie verantwortlich für das Maskenbild in Wolfgang Beckers Filmen. Sie ist Mitglied der Deutschen Filmakademie. Im Jahr 2016 wurde sie für das beste Maskenbild mit dem Film Ich und Kaminski für den Deutschen Filmpreis nominiert.

## Filmografie (Auswahl)
- 1991: Tatort: Blutwurstwalzer, Regie – Wolfgang Becker
- 1992: Murder in Padua, Regie – Gerry Fenny
- 1997: Das Leben ist eine Baustelle, Regie – Wolfgang Becker
- 1997: Obsession, Regie – Peter Sehr
- 1998: Mammamia, Regie – Sandra Nettelbeck
- 1998: Liebe deine Nächste! Regie – Detlev Buck
- 2002: Baltic Storm, Regie – Reuben Leder
- 2002: Good Bye, Lenin! Regie – Wolfgang Becker
- 2003: Schatten der Zeit, Regie – Florian Gallenberger
- 2003: Erbsen auf halb 6, Regie – Lars Büchel
- 2004: Vom Suchen und Finden der Liebe, Regie – Helmut Dietl
- 2004: Die Bluthochzeit, Regie – Dominique Deruddere
- 2005: Die Luftbrücke – Nur der Himmel war frei, Regie – Dror Zahavi
- 2005: Reine Formsache, Regie – Ralf Hüttner
- 2006: Afrika mon Amour, Regie – Carlo Rola
- 2006: Ein russischer Sommer, Regie – Michael Hoffmann
- 2007: Das wilde Leben, Regie – Achim Bornhak
- 2009: Krupp – Eine deutsche Familie, Regie – Carlo Rola
- 2010: Wunderkinder, Regie – Marcus O. Rosenmüller
- 2011: Das andere Kind, Regie – Urs Egger
- 2012: Das Krokodil, Regie – Urs Egger
- 2013: Paganini – Der Teufelsgeiger, Regie – Bernard Rose
- 2013: Ich und Kaminski, Regie – Wolfgang Becker
- 2014: Die Kinder meines Bruders, Regie – Ingo Rasper
- 2014: Der Liebling des Himmels, Regie – Dani Levy
- 2015: Der Nachtmahr, Regie – Akiz
- 2015: Junges Licht, Regie – Adolf Winkelmann
- 2015: Alone in Berlin – Jeder stirbt für sich allein, Regie – Vincent Pérez
- 2016: Der Sohn, Regie – Urs Egger
- 2017: Verliebt in Amsterdam, Regie – Florian Froschmayer
- 2017: Die Unsichtbaren, Regie – Claus Räfle
- 2018: Kryger bleibt Krüger, Regie – Marc Anderas Bochert
- 2018: Das schönste Paar, Regie – Sven Taddicken
- 2018: Frühling (Fernsehserie)
  - 2018: Genieße jeden Augenblick, Regie – Gunnar Fuß
  - 2020: Mit Regenschirmen fliegen, Regie – Thomas Kronthaler
  - 2020: Große kleine Lügen, Regie – Thomas Kronthaler
  - 2020: Schmetterlingsnebel, Regie – Thomas Kronthaler
- 2019: Nicht ihr Ding, Regie – Ingo Rasper
- 2020: Der Usedom-Krimi: Nachtschatten, Regie – Felix Herzogenrath
- 2021: Der Usedom-Krimi: Ungebetene Gäste, Regie – Andreas Herzog